# Plouvien
Plouvien är en kommun i departementet Finistère i regionen Bretagne i västra Frankrike. Kommunen ligger i kantonen Plabennec som tillhör arrondissementet Brest. År 2022 hade Plouvien 3 930 invånare.

## Befolkningsutveckling
Antalet invånare i kommunen Plouvien
Referens:INSEE